# Ratko Svilar
Ratko Svilar, em sérvio Ратко Свилар (Crvenka, 6 de maio de 1950), é um ex-futebolista profissional e treinador sérvio, que atuava como goleiro.

## Carreira
Ratko Svilar fez parte do elenco da Seleção Iugoslava de Futebol da Copa do Mundo de 1982. 